# The CW
The CW Television Network — телекомпанія США, що почала трансляцію 18 вересня 2006 року. Є спільним підприємством корпорації CBS, що була попереднім власником каналу UPN, та Warner Brothers. Назва складена із перших літер їхніх назв. Телеканал транслює ряд розважальних шоу, цільовою аудиторією яких, за словами президента компанії Дон Остроф, є жінки віком від 18 до 34 років. CW в ефірі шість днів на тиждень — у будні звичайна програма і дитячі передачі щосуботи.
Телеканал вийшов в ефір після закриття його попередників UPN та The WB. Офіційною датою початку трансляції стало 20 вересня, однак вже за два дні CW став передавати повтори передач і фільмів. Дебютною передачею стало популярне реаліті-шоу «America's Next Top Model».

## Ефір
Телемережа The CW програмує 10 годин у прайм-тайм у будні із 20.00 до 22.00. Крім цього, мережа випускає анімаційні блоки щоп'ятниці та щопонеділка з 15:00 до 17:00, а також п'ять годин ранкового ефіру суботи.
У цілому канал щотижнево випускає близько 25 оригінальних годин.

### Прайм-тайм (Літо 2022)
| День тижня | 20.00                              | 21.00                          |
| ---------- | ---------------------------------- | ------------------------------ |
| Понеділок  | «Розвелл, Нью-Мексико» (4-й сезон) | «Назустріч пітьмі» (4-й сезон) |
| Вівторок   | «Супермен і Лоїс» (2-й сезон)      | «Том Свіфт» (1-й сезон)        |
| Середа     | «Флеш» (8-й сезон)                 | «Кунг-Фу» (2-й сезон)          |
| Четвер     | «Вокер» (2-й сезон)                | «Спадок» (4-й сезон)           |
| П'ятниця   | «Чародійки»(4-й сезон)             | «Династія» (5-й сезон)         |
| Субота     | «Whose Line Is It Anyway?»         | «World's Funniest Animals»     |
| Неділя     | «Legends of the Hidden Temple»     | «Masters of Illusion»          |

## Поточні серіали та шоу[2]
- Флеш (2014)
- Рівердейл (2017)
- Династія (2017)
- Всеамериканський (2018)
- Ненсі Дрю (2019)
- Старгерл (2020)
- Коронер (2020)
- Вокер (2021)
- Супермен і Лоїс (2021)
- Кунг-Фу (2021)
- Всеамериканський: Повернення додому (2022)
- Вокер: Незалежність (2022)

### Реаліті-шоу
Хто обдурить Пенна і Теллера? (2015)

## Інші відомі серіали та телешоу
- Сьоме небо (1996—2007)
- Баффі — переможниця вампірів (1997—2003)
- Чия це лінія? (1998)
- Усі жінки — відьми (1998—2006)
- Місто прибульців (1999—2003)
- Таємниці Смолвіля (2001—2011)
- Дівчата Гілмор (2000—2007)
- Майстри Ілюзії (2000)
- Школа виживання (2003—2012)
- Вероніка Марс (2004—2019)
- Надприродне (2005—2020)
- Жнець (2007—2009)
- Таємниці Палм-Спрінгс (2007)
- Дике Життя (2007—2008)
- Пліткарка (2007—2012)
- Привілейовані (2008—2009)
- 90210: Нове покоління (2008—2013)
- Щоденники вампіра (2009—2017)
- Життя непередбачуване (2010—2011)
- Пекельні кішкі (2010—2011)
- Зої Гарт із південного штату (2011—2015)
- Таємне коло (2011—2012)
- Двійник (2011—2012)
- Стріла (2012—2020)
- Красуня і чудовисько (2012—2016)
- Мої останні дні (2012—2014)
- Культ (2013)
- Первородні (2013—2018)
- Царство (2013—2017)
- Сотня (2014—2020)
- Я — зомбі (2015—2019)
- Супердівчина (2015—2021)
- Божевільна колишня дівчина (2015—2019)
- Посланці (2015)
- Легенди завтрашнього дня (2016–2022)
- Ізоляція (2016)
- Радіохвиля (2016—2017)
- Доблесть (2017—2018)
- Чорна Блискавка (2018—2021)
- Довічне ув'язнення (2018)
- Аванпост (2018–2021)
- Чародійки (2018—2022)
- Спадок (2018—2022)
- Розвелл, Нью Мексико (2019—2022)
- У темряві (2019—2022)
- Пандора (2019—2020)
- Бетвумен (2019–2022)
- Кеті Кін (2020)
- Розкажи мені казку (2020)
- Болотяна істота (2020)
- Республіка Сара (2021)
- 4400 (2021—2022)
- Наомі (2022)
- Том Свіфт (2022)

## Майбутні проекти
- Лицарі Готема
- Вінчестери